# Château de Gilly-lès-Cîteaux
 (octobre 2018).
Si vous disposez d'ouvrages ou d'articles de référence ou si vous connaissez des sites web de qualité traitant du thème abordé ici, merci de compléter l'article en donnant les références utiles à sa vérifiabilité et en les liant à la section « Notes et références ».
Le château de Gilly-lès-Cîteaux ou prieuré des abbés de Cîteaux est un château / ancien prieuré, de style cistercien des XIVe et XVIIe siècles, avec parc de 15 hectares, et jardin à la française, à Gilly-lès-Cîteaux en Côte-d'Or en Bourgogne-Franche-Comté. Actuel hôtel restaurant de prestige, il est inscrit aux monuments historiques depuis mai 1978.

## Historique
Gilly est traversé durant l'Empire romain par la route de la Germanie qui passe à Lyon (Lugdunum, capitale de la Gaule romaine), Mâcon, Chalon-sur-Saône, Langres, Metz, Trèves (Allemagne), Cologne (importante voie romaine de la Via Agrippa). Cette cité de l'ancien Royaume de Bourgogne, puis duché de Bourgogne, se situe près de Nuits-Saint-Georges, de la route des Grands Crus, et des nombreuses anciennes granges monastiques qui fondent et exploitent historiquement de nombreux grands crus de prestige du vignoble de Bourgogne, et autres domaines agricoles, ou forestiers de la forêt de Cîteaux, et de la région... entre Dijon et Beaune, à 10 km au nord-ouest de l'Abbaye de Cîteaux, et 2 km à l'est du Château du Clos de Vougeot et de son prestigieux clos-vougeot, 

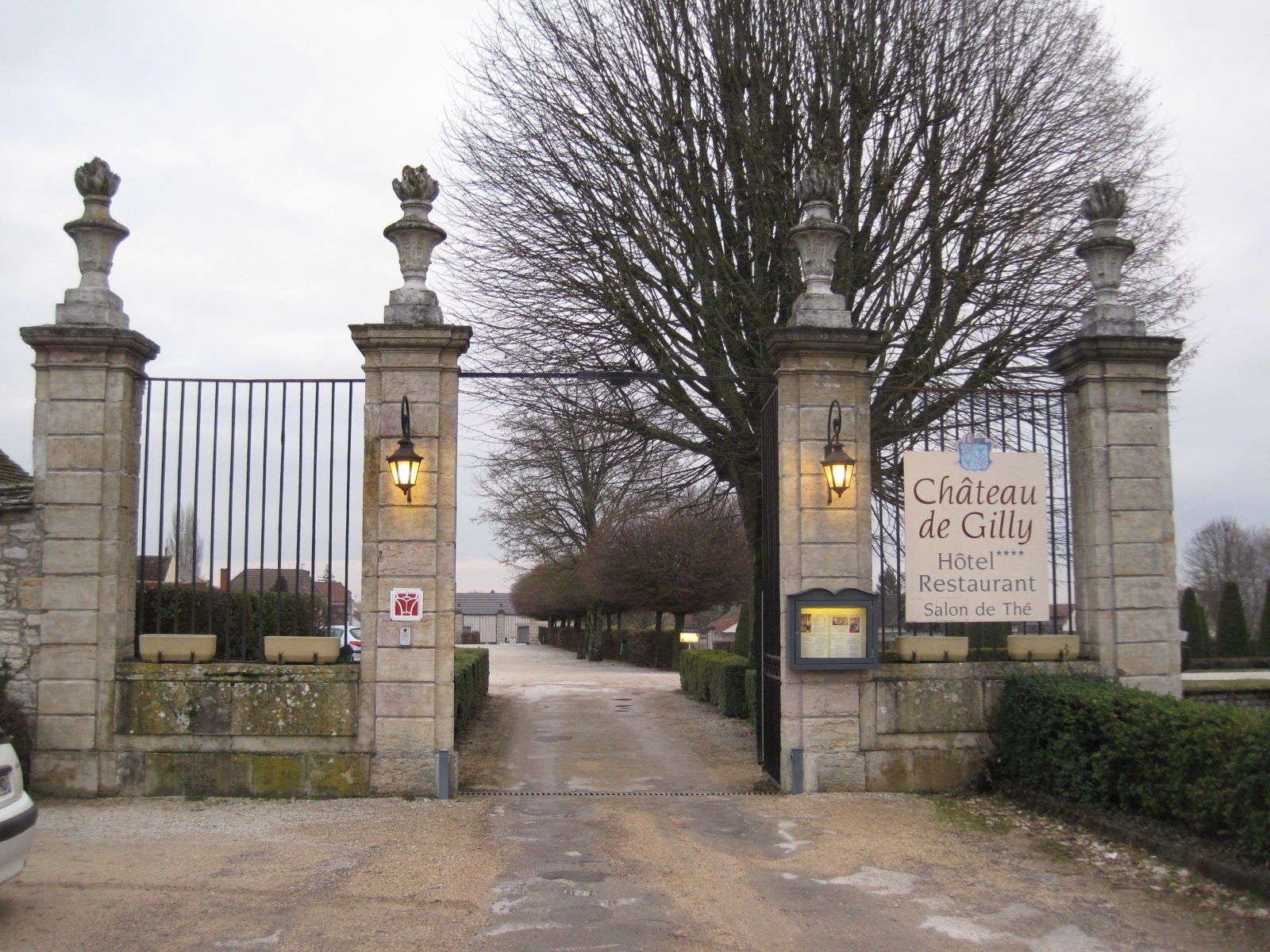
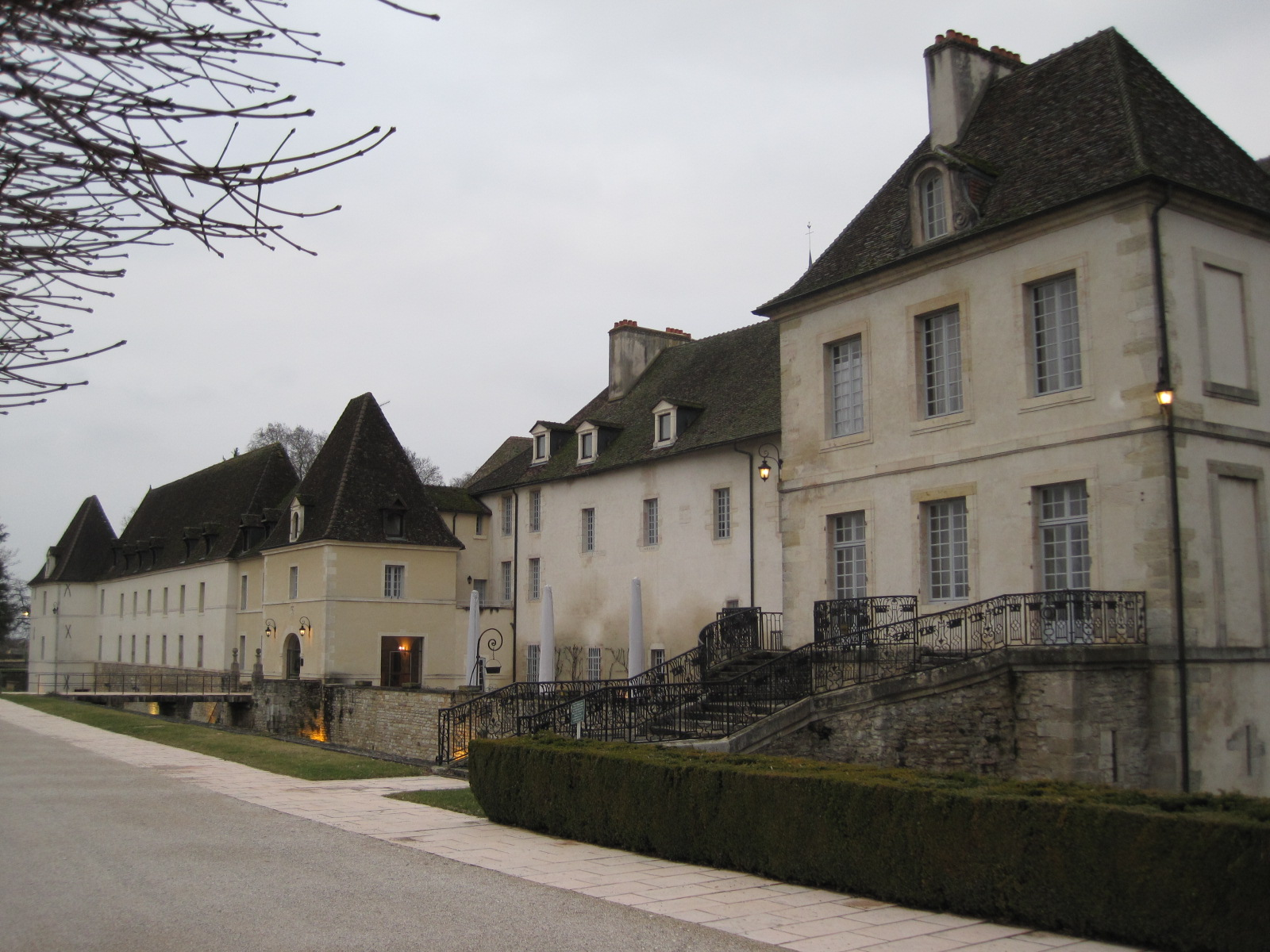
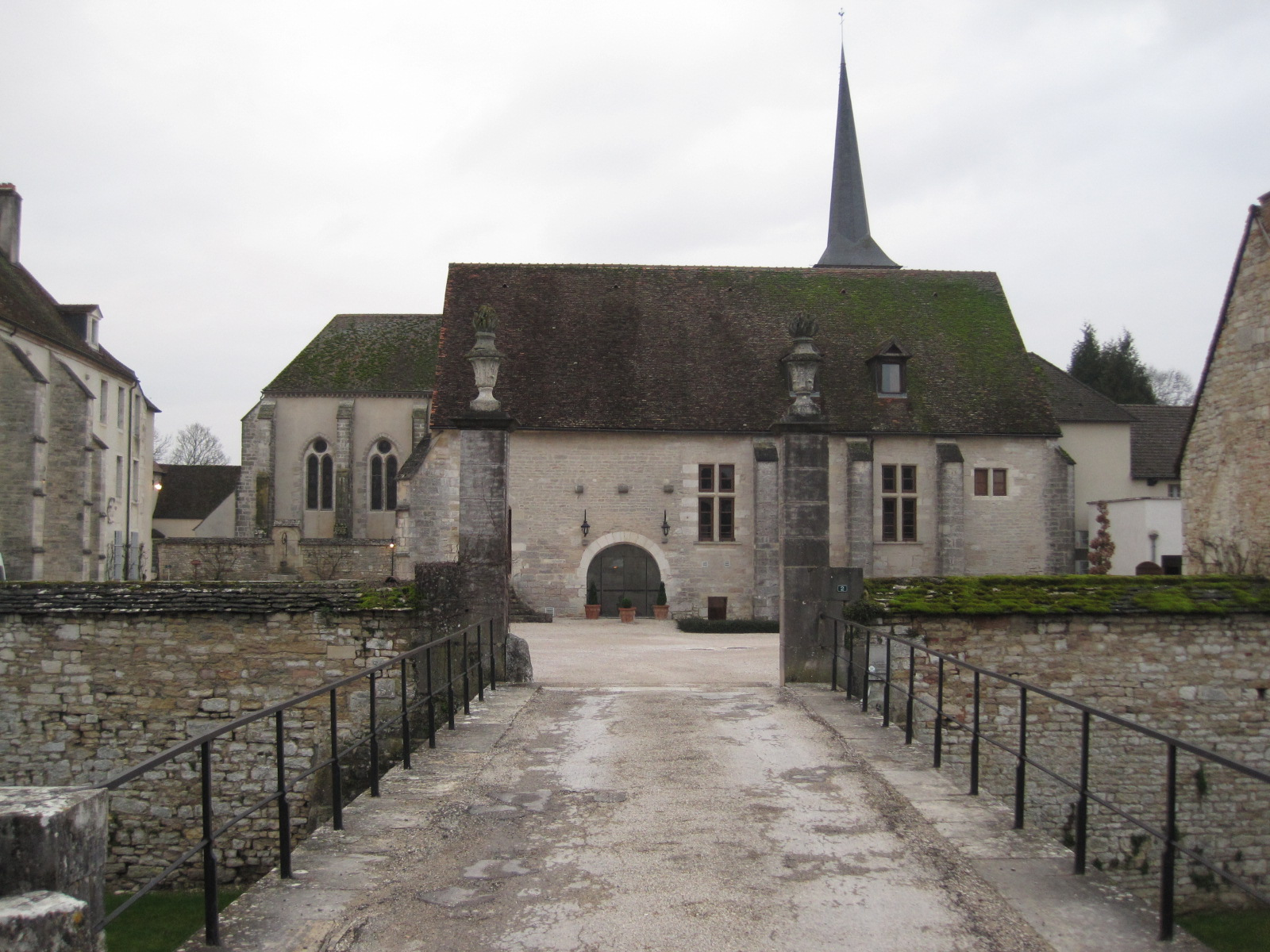
Armes de Gilly-lès-Cîteaux

Au VIe siècle durant les invasions barbares germaniques mérovingiennes, l’immense territoire de Gilly, appartient au richissime notable gallo-romain d’Autun Eleuther. Son fils héritier Germain de Paris (496-576), abbé de l'Abbaye Saint-Symphorien d'Autun en 530, est nommé évêque de Paris en 555, par le roi Mérovingiens Chilpéric Ier. Il devient abbé fondateur de l'abbaye de Saint-Germain-des-Prés de Paris en 558, à laquelle il fait don de son héritage bourguignon, sur lequel il fait construire le prieuré bénédictin de Gilly, dont il devient saint patron (expansion du christianisme au Moyen Âge).

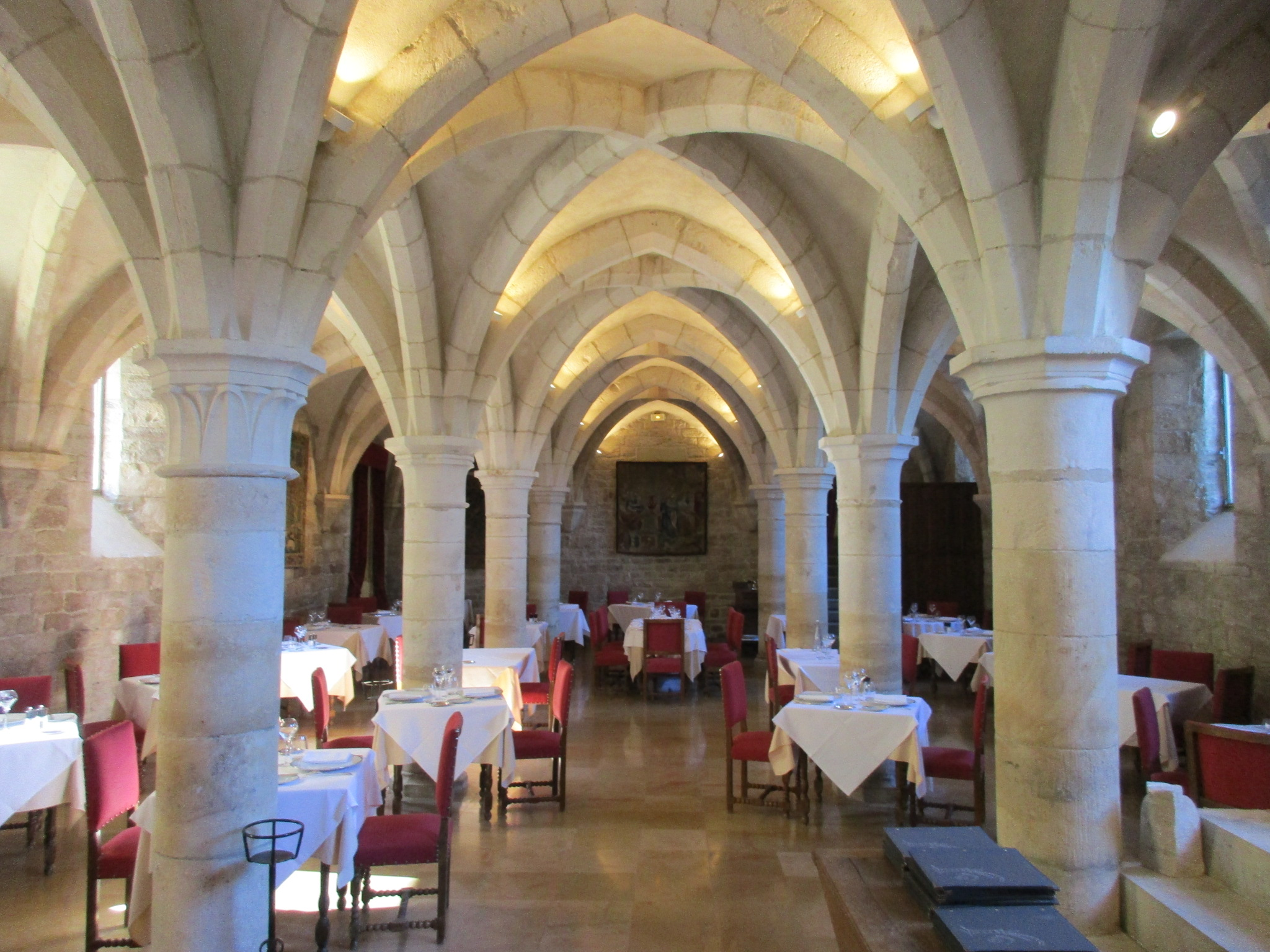
Restaurant « Le Clos Prieur », dans l'ancien cellier du prieuré
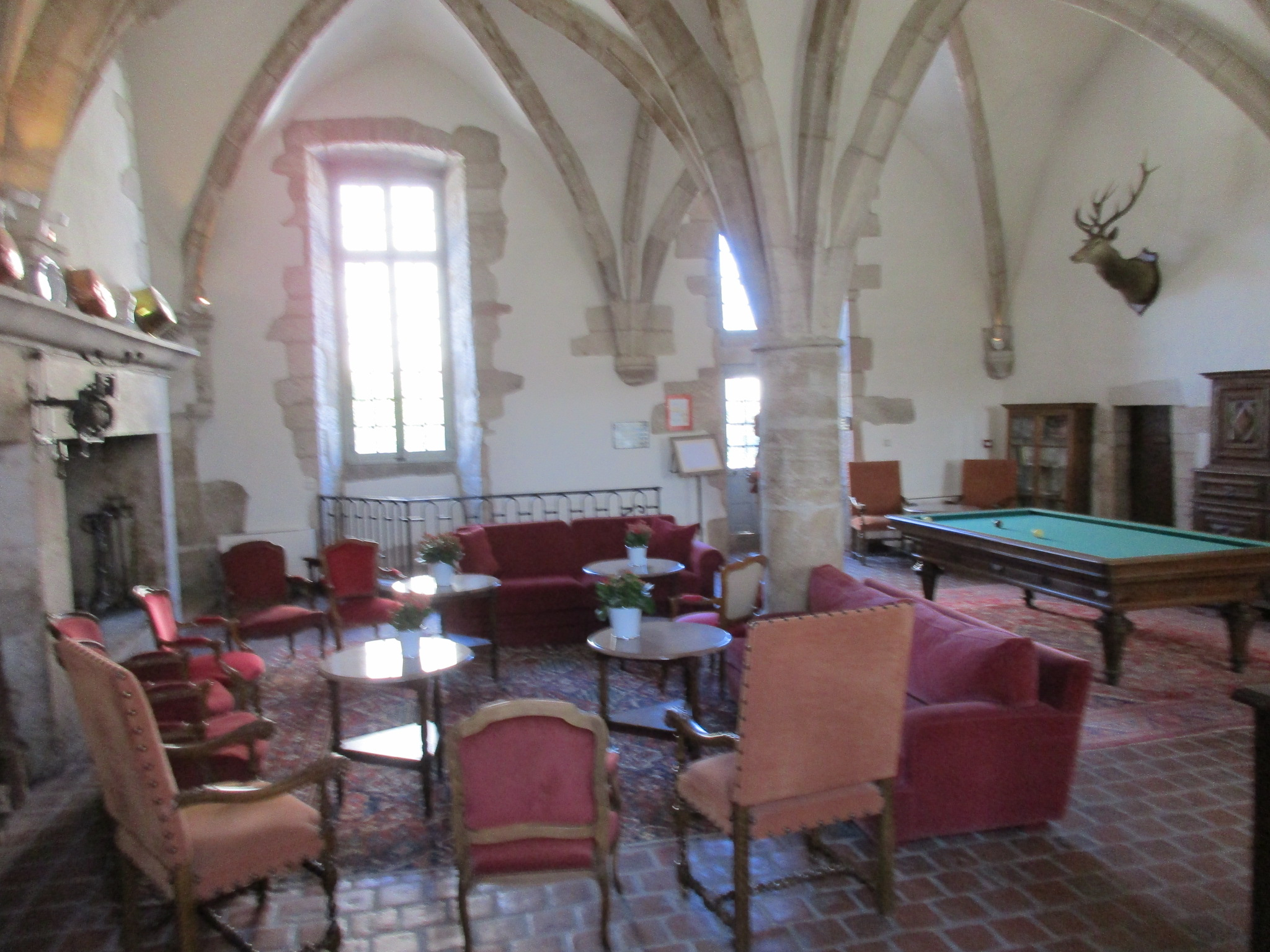
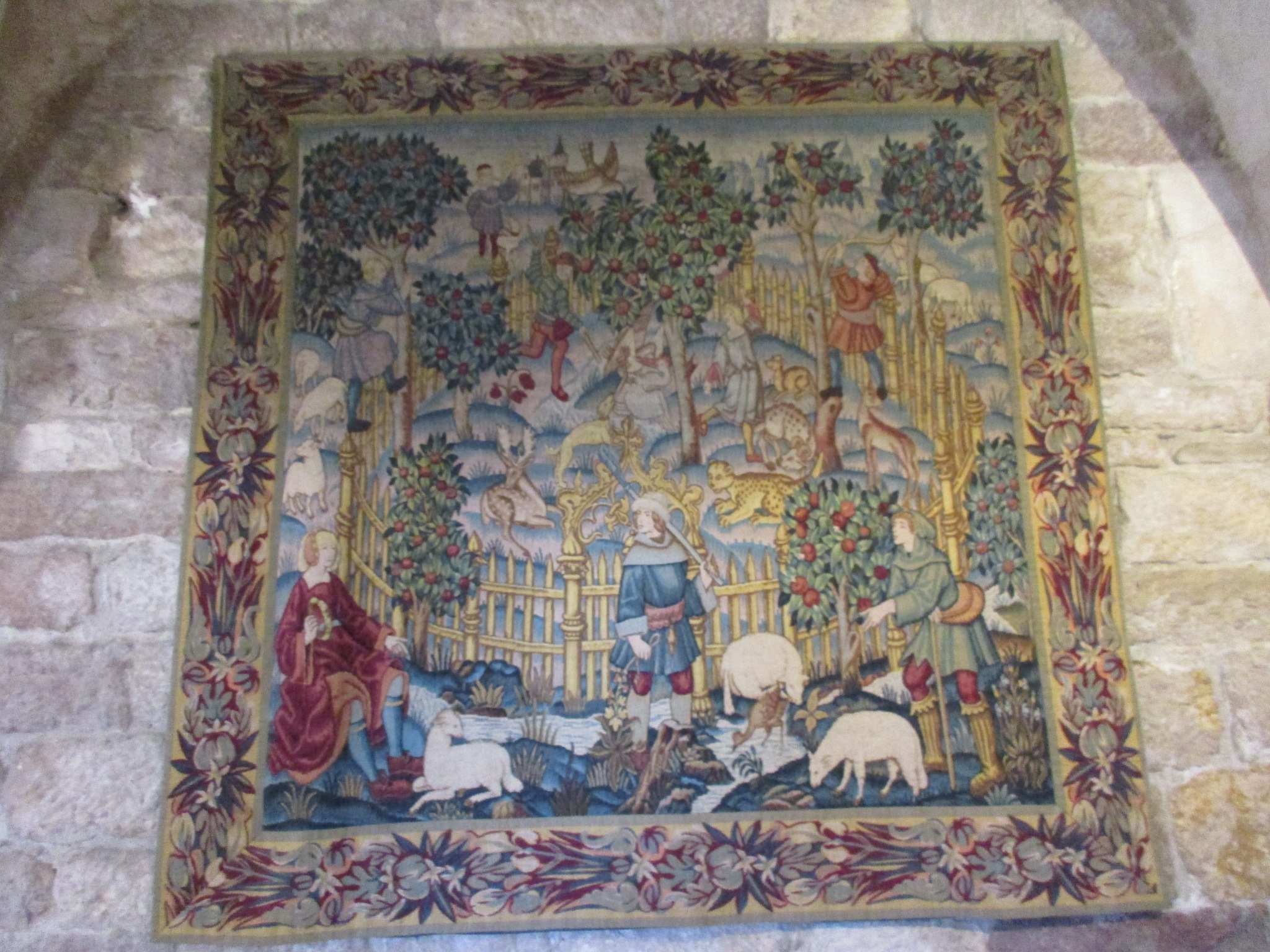
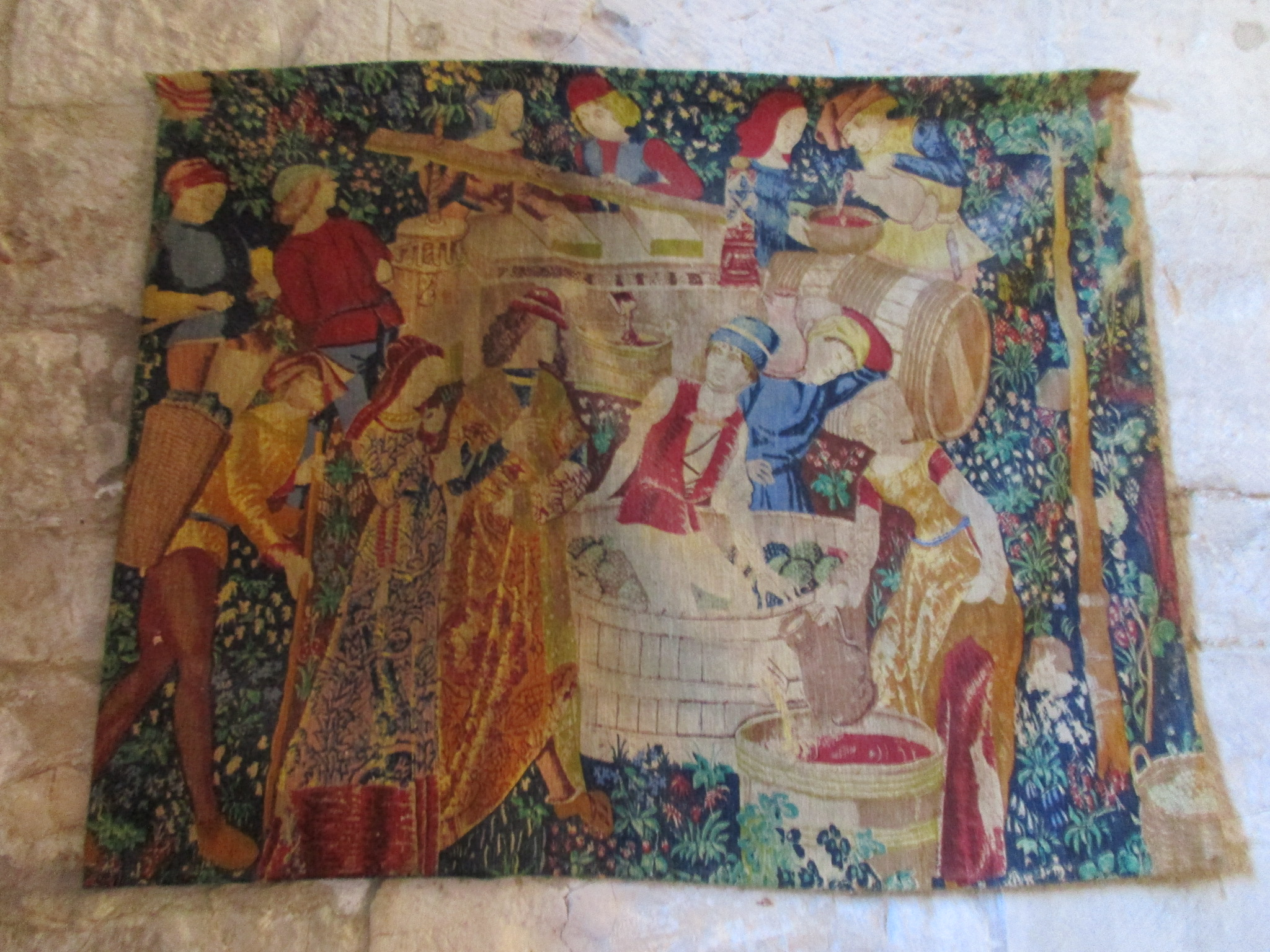

En 1299, le prieuré de Gilly et son domaine sont vendus à l'abbaye de Cîteaux voisine fondée au XIe siècle, et siège fondatrice de l'important ordre cistercien qui se propage rapidement dans tout l'Occident chrétien, puis dans le monde entier. Les moines de Cîteaux (maîtres en irrigation et en aquaculture) aménagent la Vouge (rivière), qui prend sa source à Vougeot, passe dans le parc du Prieuré, par celui de l'Abbaye de Cîteaux, se jette dans la Saône, et dont le cours marque la limite entre les diocèses d'Autun, Chalon et Mâcon et de Langres.  
Au XIVe siècle, l’église abbatiale Saint-Germain de Gilly-lès-Cîteaux est construite en style cistercien. Le prieuré est transformé en forteresse durant la Guerre de Cent Ans (1337-1453), pour protéger les moines et les biens de Cîteaux, puis entièrement pillée et détruite entre 1591 et 1595, durant les Guerres de Religion (France), sur ordre du duc Charles-Emmanuel de Savoie-Nemours. 

Eglise / ancienne abbatiale Saint-Germain de Gilly-les-Cîteaux
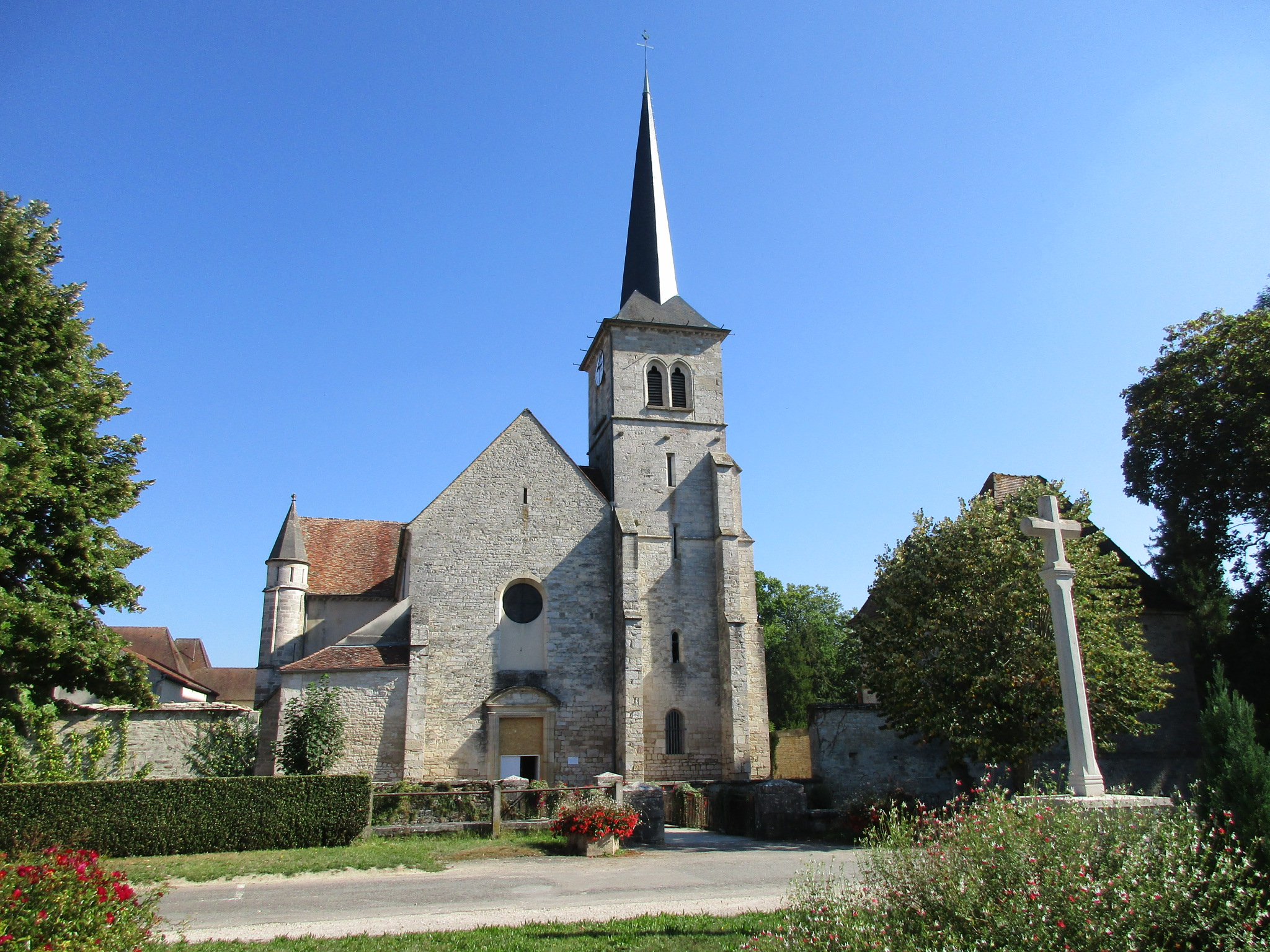
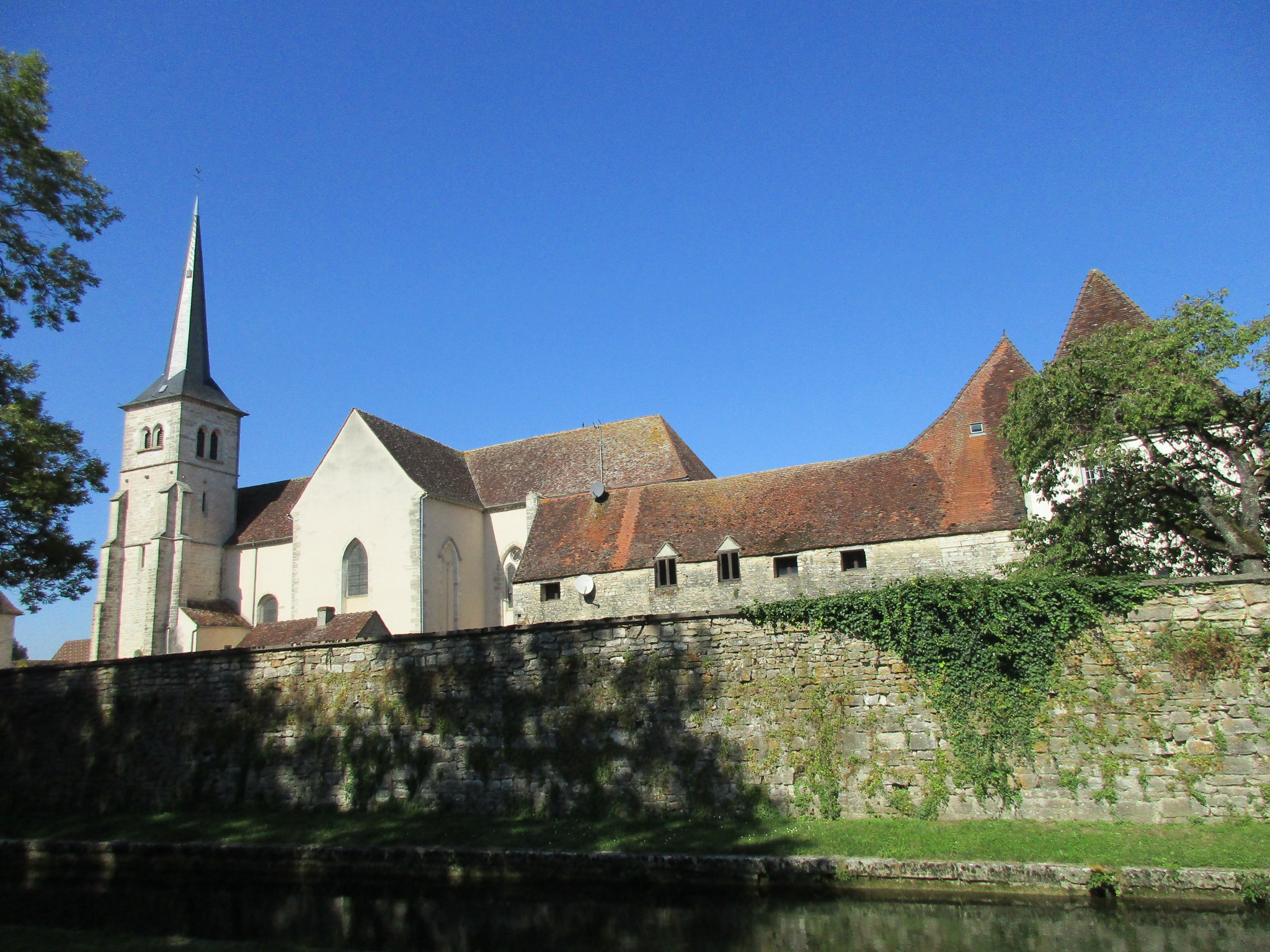
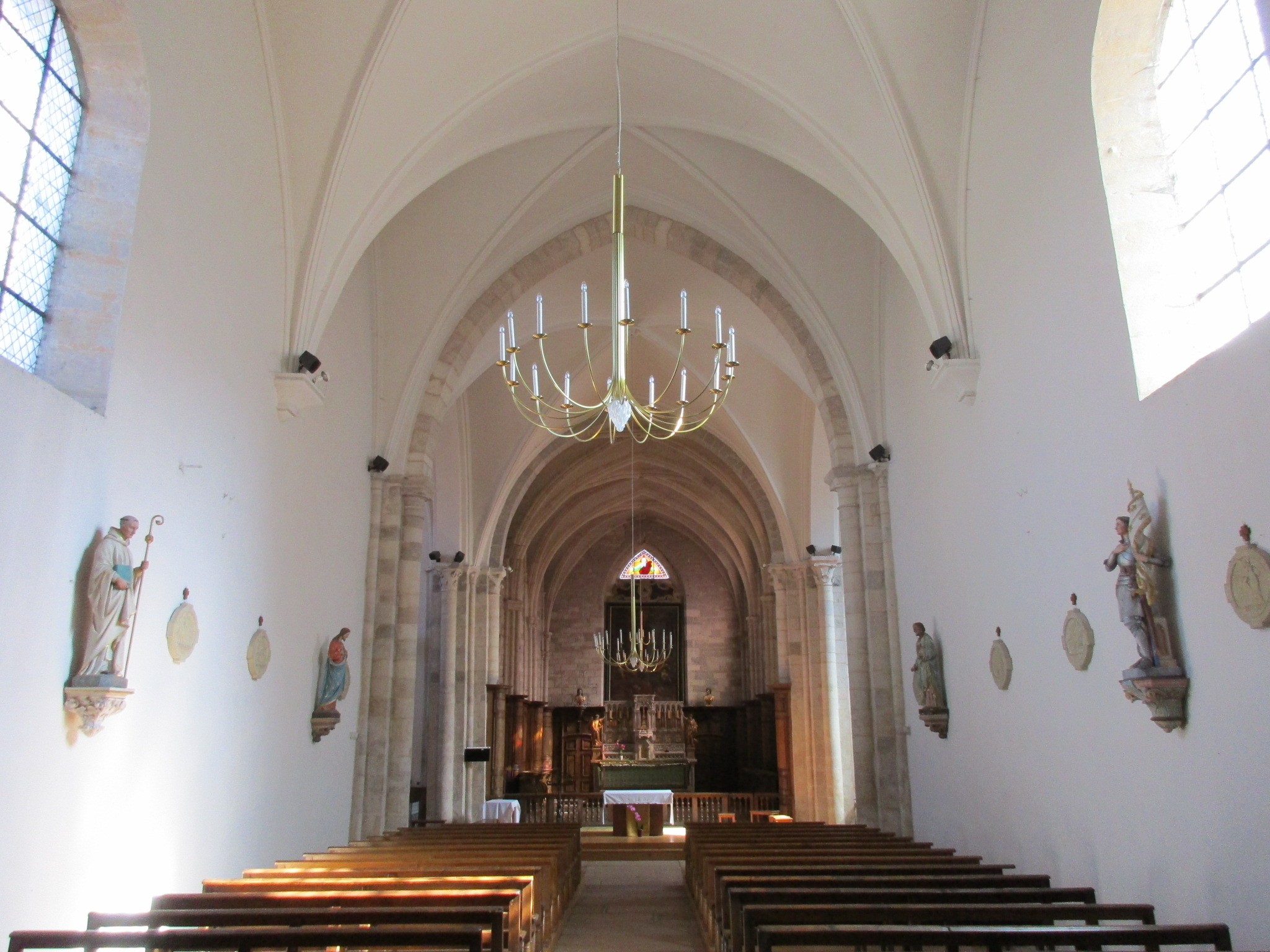
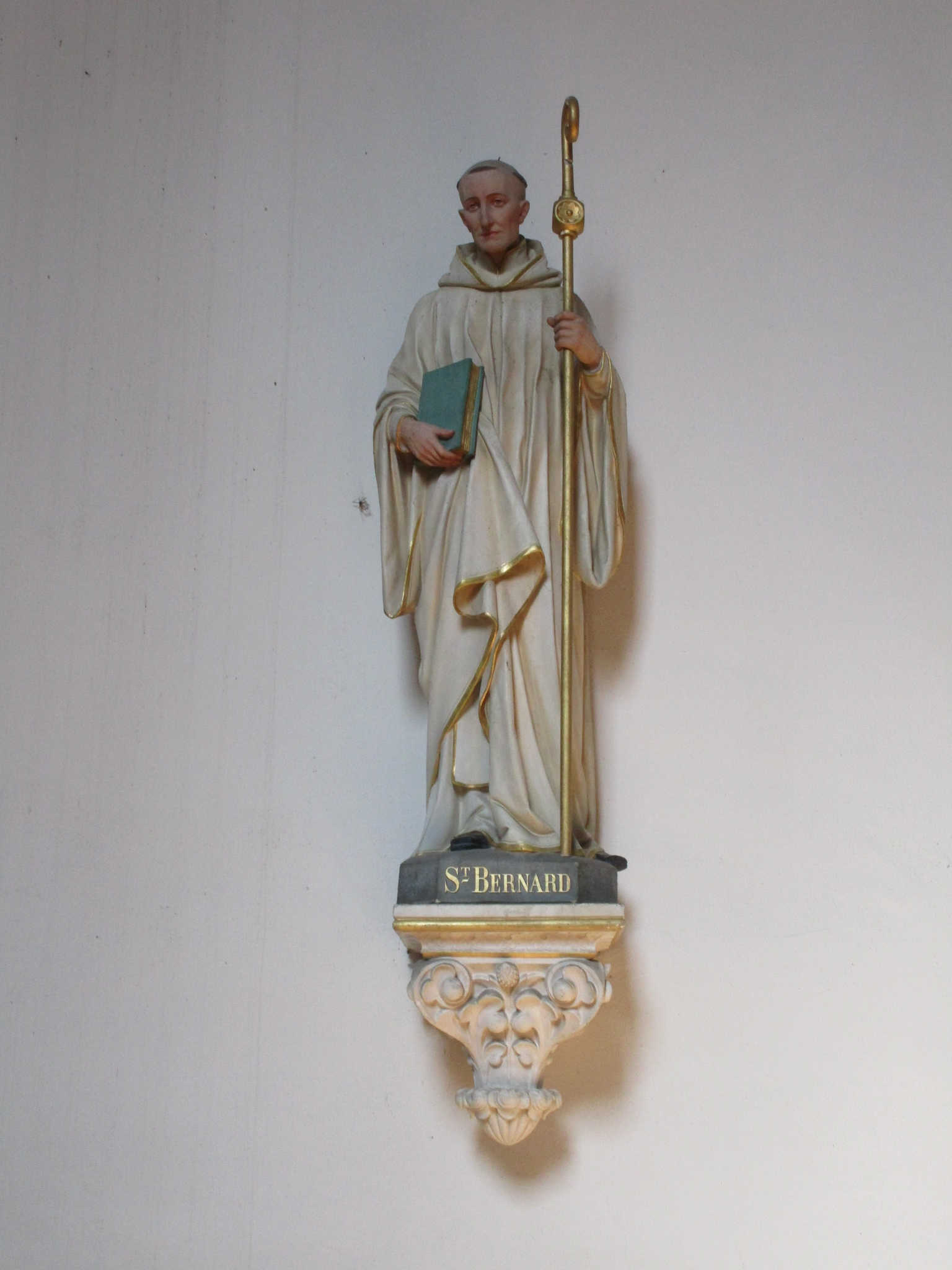
Bernard de Clairvaux
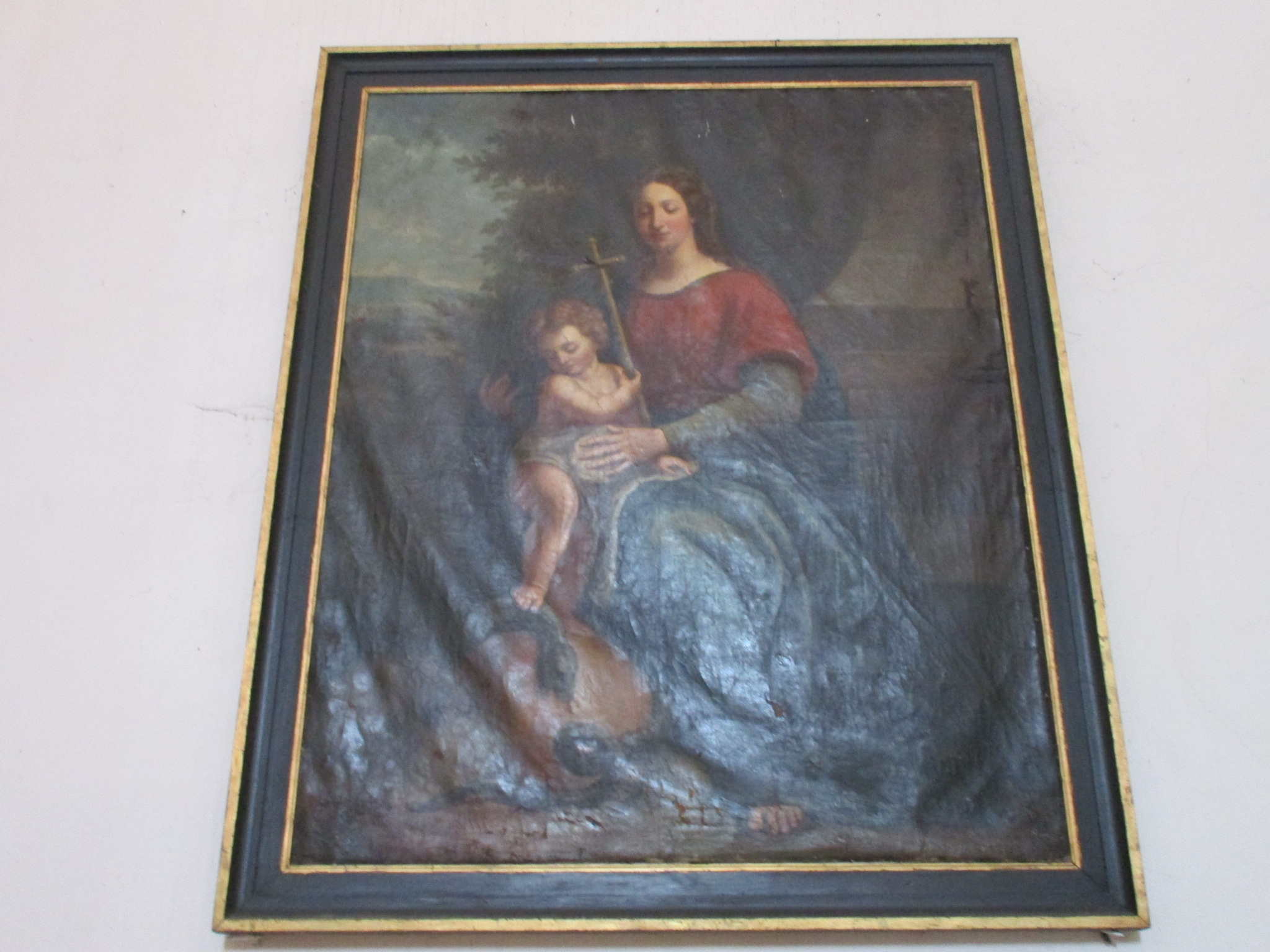
Vierge à l'Enfant, piétinant le mal
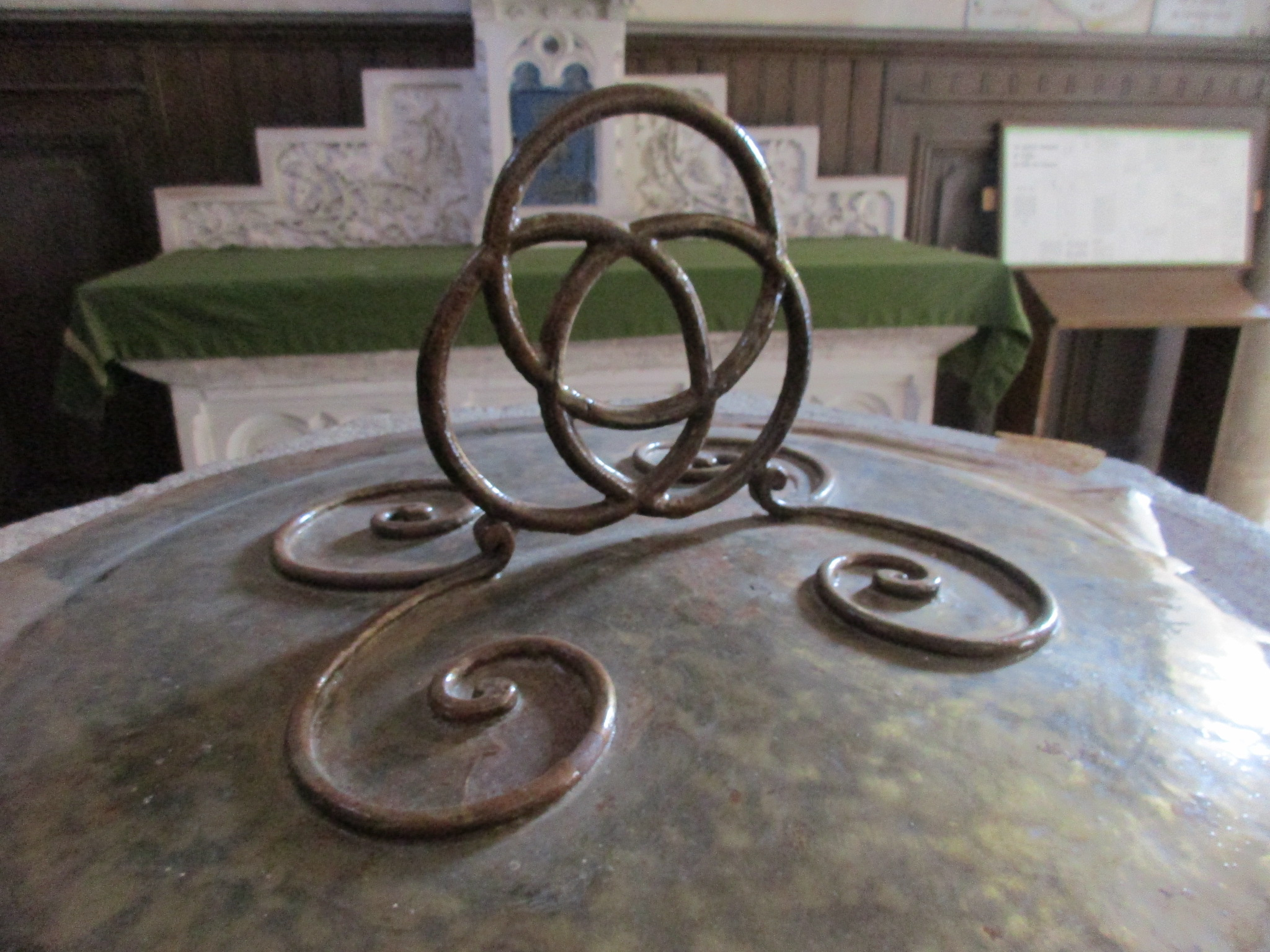
Fonts baptismaux, Triquetra / anneaux borroméens, symboles de la trinité chrétienne...

Au XVIIe siècle, les abbés de Citeaux Nicolas III Boucherat, puis son successeur Pierre Nivelle, font reconstruire sur les vestiges précédents, une résidence de prestige, ou résident les abbés de Citeaux, avec le Château du Clos de Vougeot voisin, avec remise en état des douves et du pont-levis des anciens remparts. 

Aménagement de la Vouge en système d'irrigation, et d'aquaculture monastique
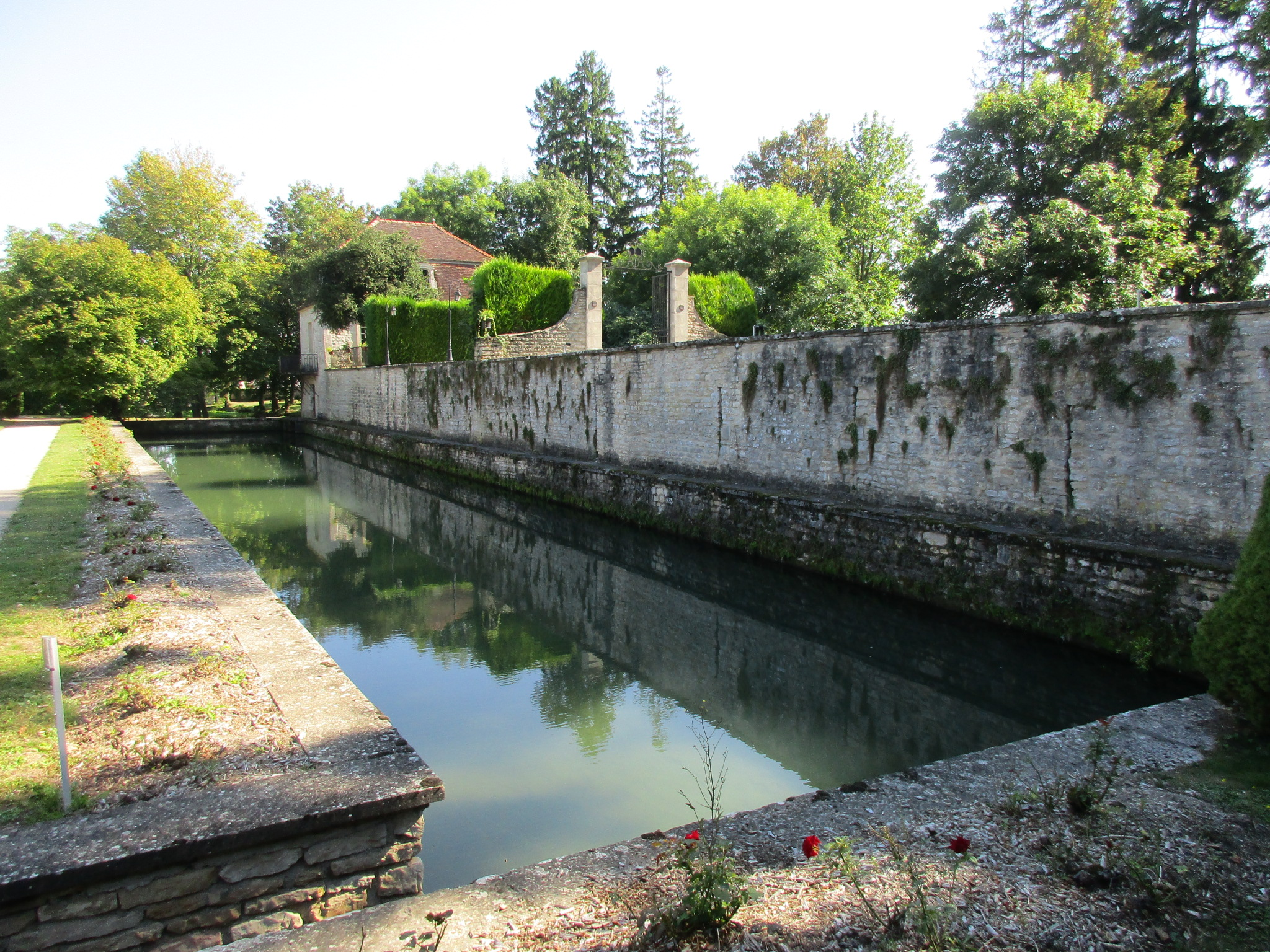
Douves
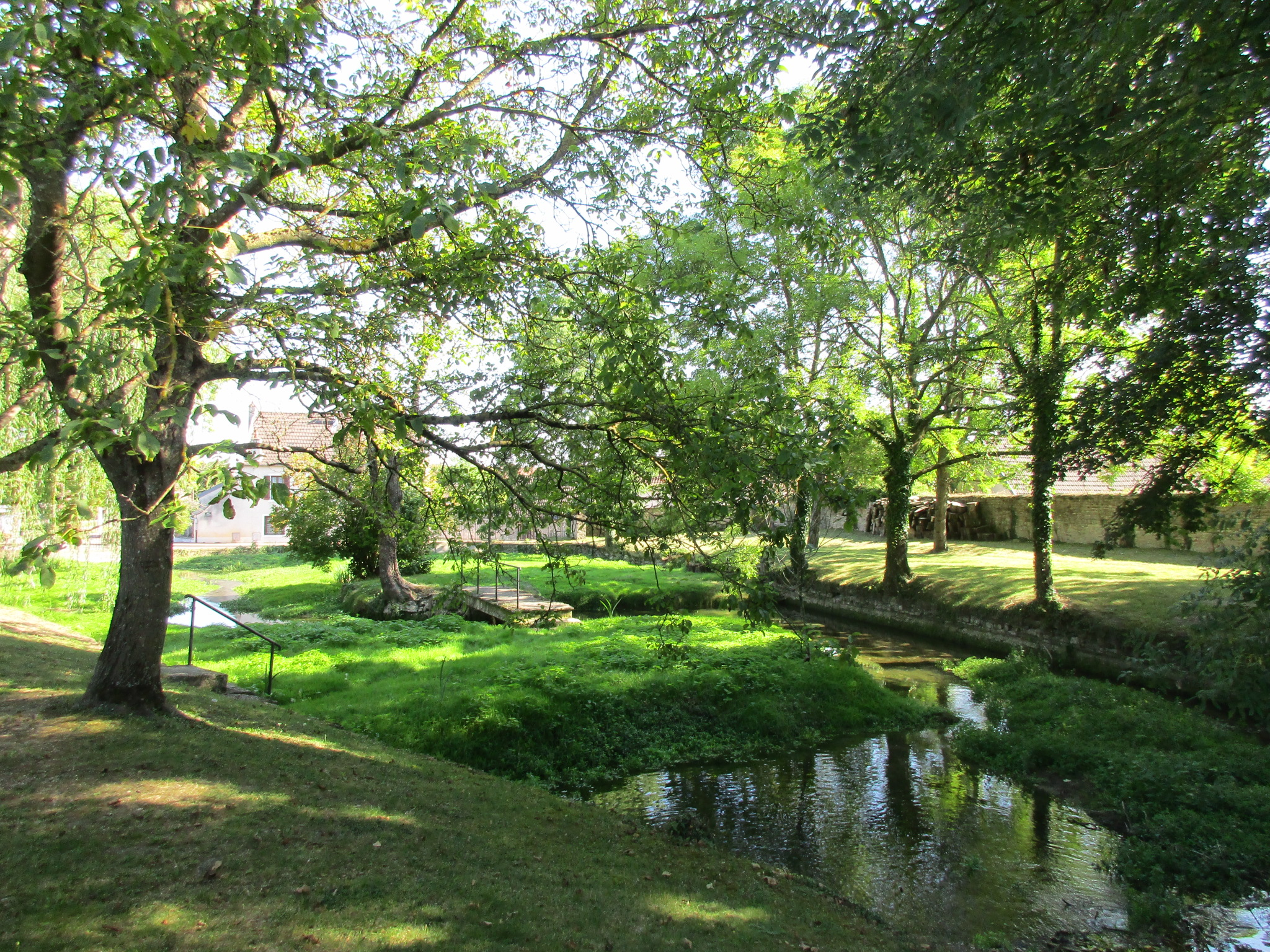
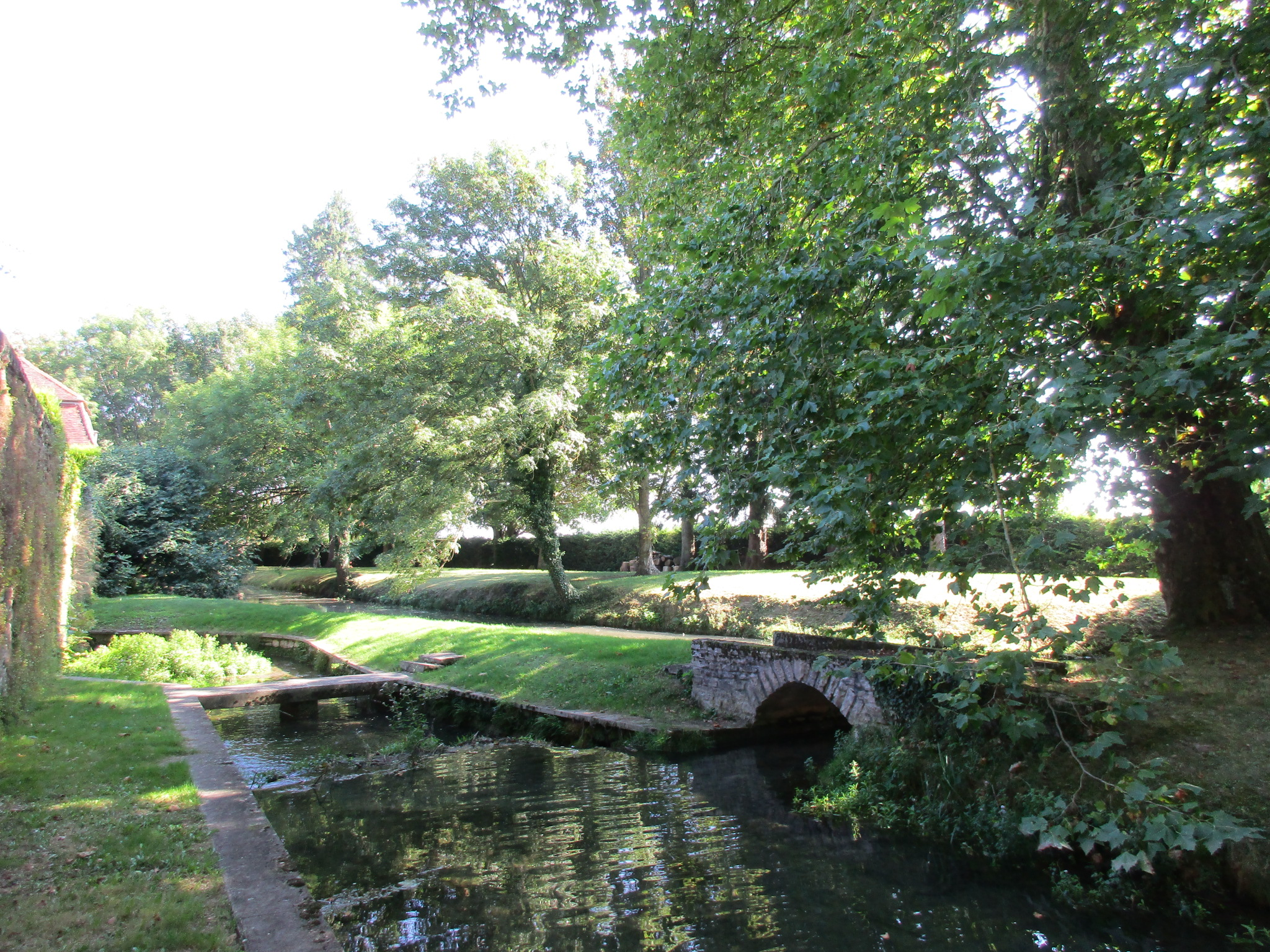
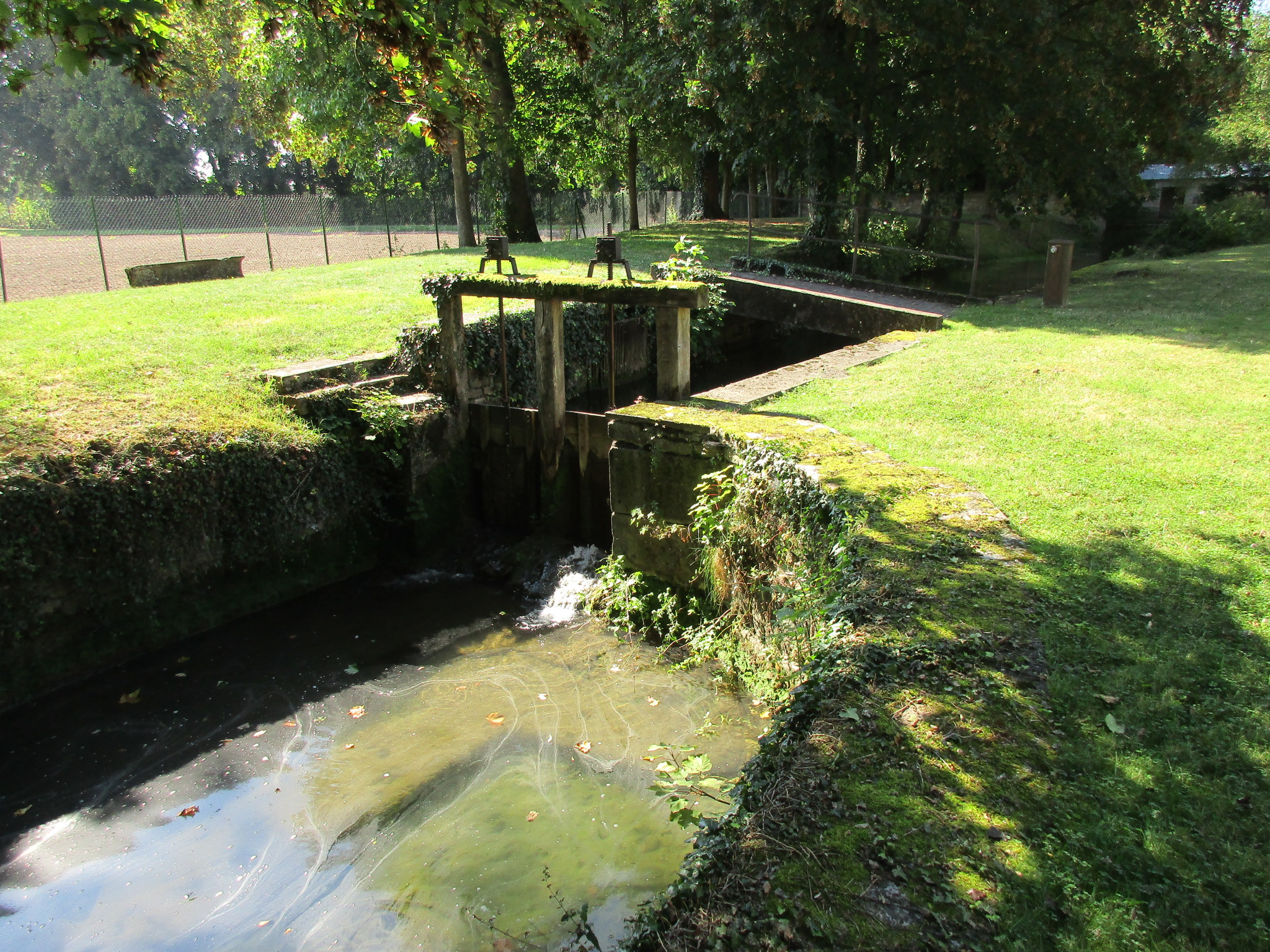
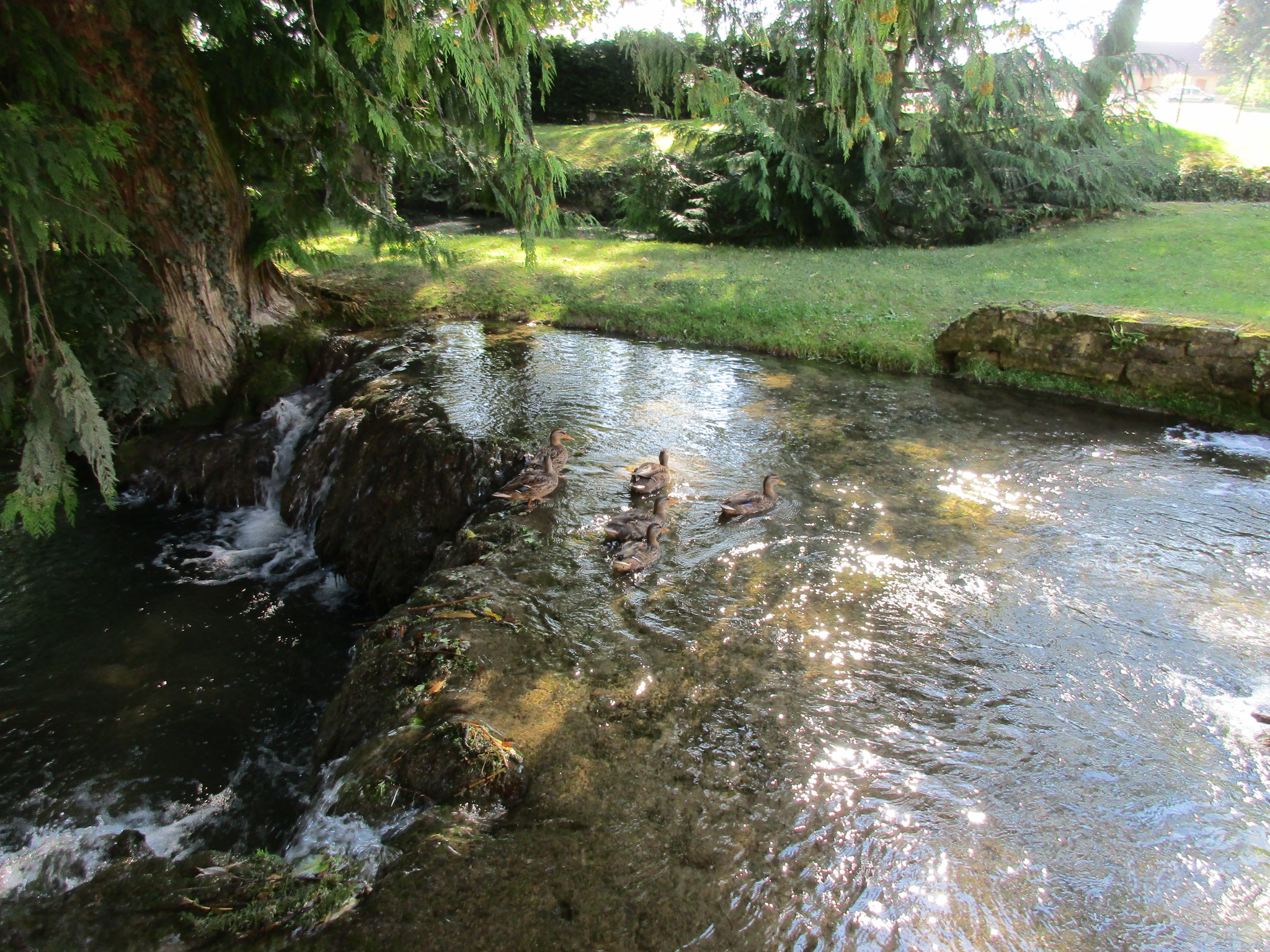
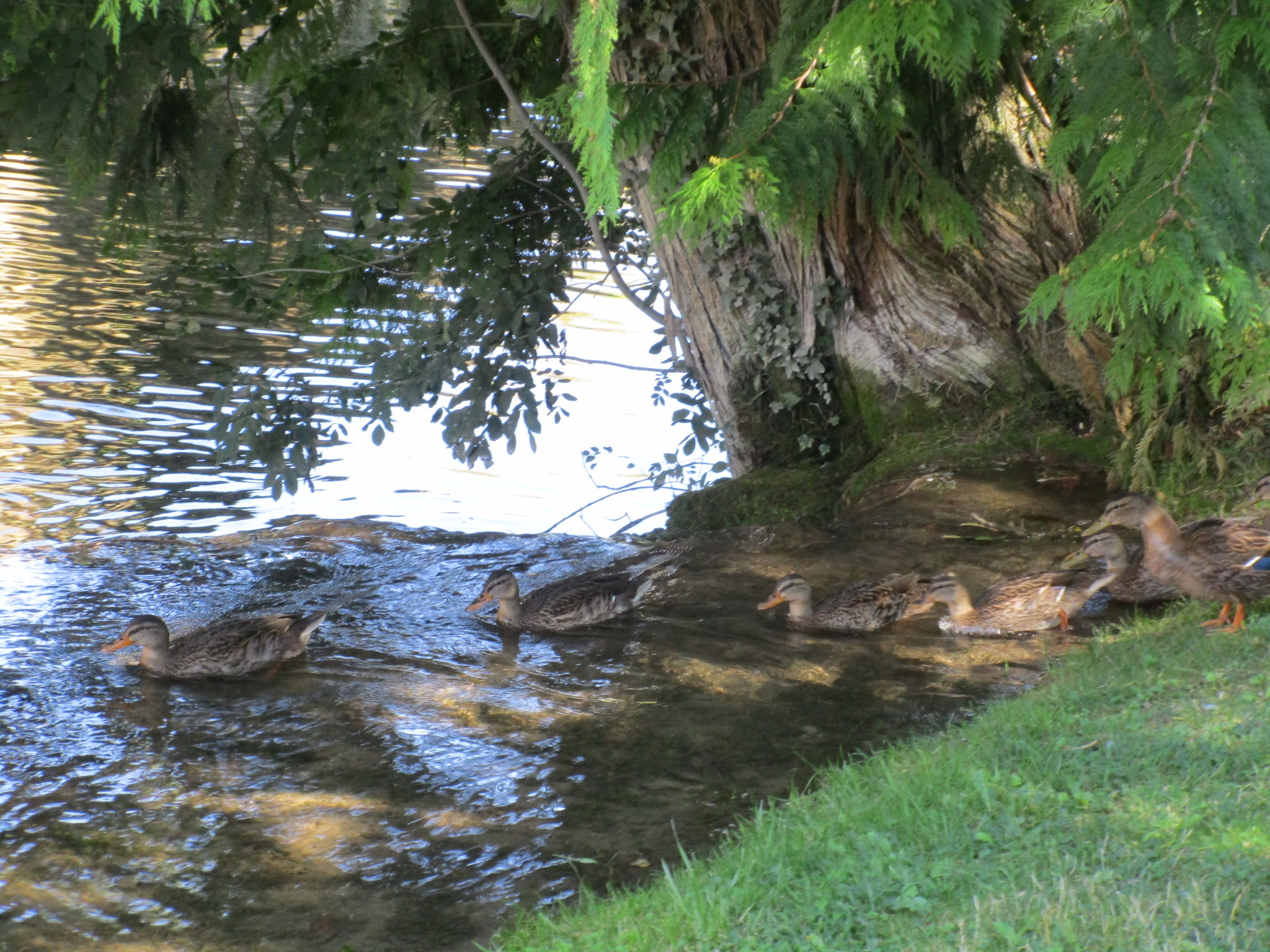

Les biens de l'église et de la noblesse sont confisqués à la Révolution française. Déclarés bien national le 14 mai 1790, le château de Gilly, son domaine terrien de 100 hectares, sa ferme de Bretigny, et le clos-vougeot, sont achetés le 17 janvier 1791 par le citoyen Focard, marchand de bois de Paris, puis revendus à de nombreux propriétaires successifs. L'abbatiale Saint Germain de Gilly les Citeaux, devient église communale.
En 1977, le Conseil général de la Côte-d'Or le transforme en château théâtre centre culturel, et le fait inscrire aux Monuments Historiques, puis le revend en 1987 à un couple d'investisseur René et Simone Traversac, qui le font entièrement restaurer et transformer en hôtel restaurant bourguignon de prestige.

## Tourisme
Il est à ce jour[Depuis quand ?] exploité en tant qu'hôtel 5 étoiles et luxueux restaurant gastronomique traditionnel régional :
- Salle à manger du restaurant « Le Clos Prieur », dans l'ancien cellier voûté du prieuré, de plus de 80 m2, avec pillés et croisée d'ogives, utilisé à titre de grange monastique de stockage des tonneaux de vin de Bourgogne du clos-vougeot / Château du Clos de Vougeot.
- 48 chambres de charme décorées avec plafonds à la française, tomettes, boiseries, cheminées...
- Tennis, piscine, salle de billard